# Fernando Hanjam

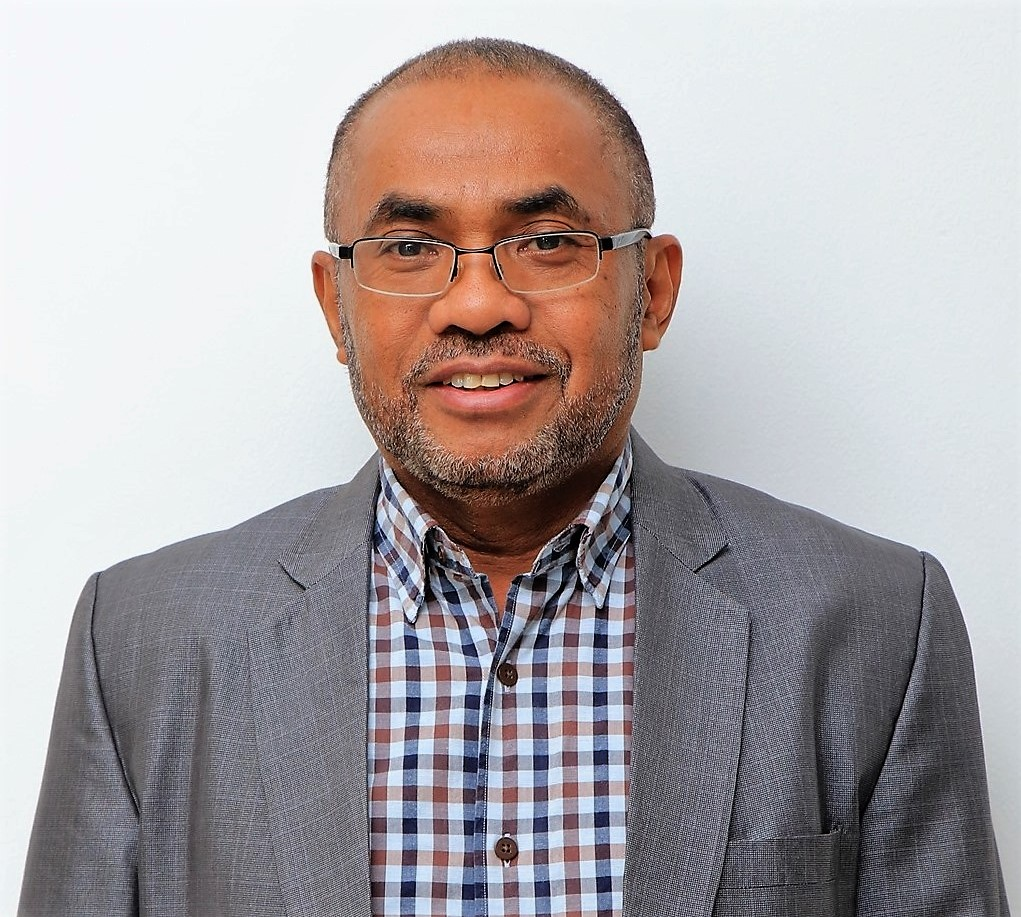
Fernando Hanjam (2020)

Fernando Hanjam (* 23. September) ist ein Hochschullehrer und Politiker aus Osttimor. Er stammt aus der Exklave Oe-Cusse Ambeno. Hanjam war früher Mitglied der Partidu Libertasaun Popular (PLP), wechselte dann aber zur FRETILIN.

## Werdegang
An der indonesischen Christlichen Universität Satya Wacana (indonesisch Universitas Kristen Satya Wacana, UKSW) in Salatiga studierte Hanjam Management von 2004 bis 2006 und an der Universitas Sanata Dharma von 1996 bis 2000 in Yogyakarta.
Seit 2000 war Hanjam Dozent an der Universidade Nasionál Timór Lorosa’e (UNTL). Hier war er schließlich Vize-Rektor und Dozent an der Wirtschaftsfakultät.
Von 2011 bis 2016 studierte Hanjam parallel an der portugiesischen Universität Aveiro und erhielt hier einen Doktortitel in Rechnungswesen und Finanzen.
2012 war Hanjam als Staatssekretär für Oe-Cusse Ambeno der V. Regierung unter Xanana Gusmão im Gespräch. Das Amt wurde dann aber nicht besetzt.
Am 29. September 2017 wurde Hanjam zum Minister für Bildung und Kultur ernannt und am 3. Oktober vereidigt. Die PLP war aber nicht an der Regierung beteiligt, weswegen Hanjam zur FRETILIN wechselte. Hanjams Amtszeit endete mit Antritt der VIII. Regierung Osttimors am 22. Juni 2018. Mit der Aufnahme der FRETILIN in die VIII. Regierung wurde Hanjam am 29. Mai zum neuen Finanzminister vereidigt. Ab September fiel Hanjam aber aufgrund von Krankheit im Amt aus, so dass Rui Augusto Gomes am 23. November zum neuen Finanzminister ernannt wurde.